# Ingalgeri, Muddebihal
Ingalgeri là một làng thuộc tehsil Muddebihal, huyện Bijapur, bang Karnataka, Ấn Độ.